# Viaduc d'Oissel
Le viaduc d'Oissel franchit la Seine sur une longueur de trois cent soixante mètres entre les communes de Tourville-la-Rivière et Oissel en s'appuyant sur l'île Sainte-Catherine . C'est un ouvrage d'art de l'Autoroute A13.